# ماریو رایتر
ماریو رایتر (انگلیسی: Mario Reiter؛ زادهٔ ۵ نوامبر ۱۹۷۰) اسکی‌باز آلپاین سابق اهل اتریش است.